# Xã Harvey, Quận Smith, Kansas
Xã Harvey (tiếng Anh: Harvey Township) là một xã thuộc quận Smith, tiểu bang Kansas, Hoa Kỳ. Năm 2010, dân số của xã này là 90 người.